# Chestermere
Chestermere est une cité (city) du Comté de Rocky View, située dans la province canadienne d'Alberta.

## Démographie
En tant que localité désignée dans le recensement de 2011, Chestermere a une population de 14 824 habitants dans 4635 de ses 4858 logements, soit une variation de 49,4 % avec la population de 2006. Avec une superficie de 32,644 7 km2, la cité possède une densité de population de 454,101 3 hab/km2 en 2011.
Concernant le recensement de 2006, Chestermere abritait 9 564 habitants dans 3066 de ses 3165 logements. Avec une superficie de 8,909 8 km2, la ville possédait une densité de population de 1 073,4 hab/km2 en 2006.
| 2001  | 2006  | 2011   | 2016   |
| ----- | ----- | ------ | ------ |
| 3 856 | 9 564 | 14 824 | 19 887 |